# ۱۹۳۴

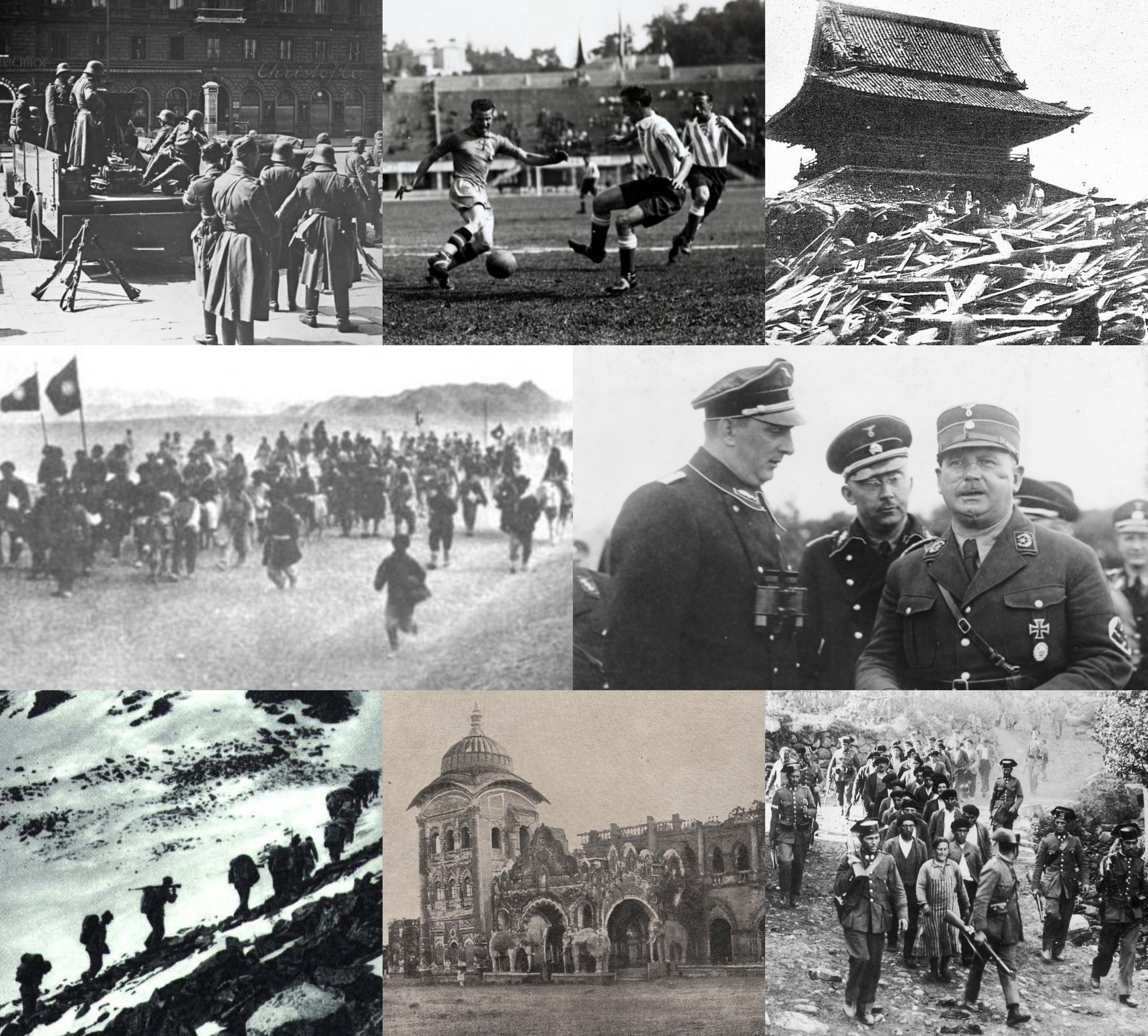

در این صفحه فهرستی از وقایع مهم سال ۱۹۳۴ میلادی ارائه می‌شود.

## زادروزها
- عثمان طاها، کاتب عربستانی
- ۱۳ ژانویه – ریپ تیلور، بازیگر آمریکایی
- ۳۰ ژانویه – تامی گریمز، بازیگر و خواننده آمریکایی
- ۳۰ ژانویه - آشر پرز، فیزیک‌دان اسرائیلی
- ۵ فوریه – هنک آرون، بازیکن بیسبال و ورزشکار آمریکایی
- ۱۲ فوریه – بیل راسل بسکتبالیست آمریکایی
- ۱۳ فوریه – جورج سگال، بازیگر آمریکایی
- ۱۵ فوریه – نیکلاوس ویرت، دانشمند علوم کامپیوتر و مهندس سوئیسی
- ۹ مارس- یوری گاگارین، اولین فضا نورد
- ۲۳ مارس – مارک رایدل، بازیگر و کارگردان آمریکایی
- ۲۶ مارس – آلن آرکین، موسیقی‌دان، بازیگر، نویسنده، و کارگردان آمریکایی
- ۱۱ آوریل – مارک استرند، مترجم، نویسنده، و شاعر آمریکایی (د. ۲۰۱۴)
- ۱۸ آوریل – جیمز دروری، بازیگر آمریکایی
- ۶ مه – ریچارد شلبی، سیاست‌مدار و وکیل آمریکایی
- ۹ مه – الن بنت، بازیگر و فیلم‌نامه‌نویس بریتانیایی
- ۲۷ مه – هارلن الیسون، فیلم‌نامه‌نویس آمریکایی
- ۳۰ مه - الکسی لئونوف، کیهان‌نورد روس
- ۵ ژوئن – بیل مویرز، ژورنالیست آمریکایی
- ۲۸ ژوئن – کارل لیون، سیاست‌مدار و وکیل آمریکایی
- ۸ ژوئیه – مارتی فلدمن، بازیگر و کمدین آمریکایی (د. ۱۹۸۲)
- ۱۰ ژوئیه – جری نلسن، خواننده آمریکایی (د. ۲۰۱۲)
- ۱۲ ژوئیه – ون کلایبرن، پیانیست آمریکایی (د. ۲۰۱۳)
- ۲۱ ژوئیه – جاناتان میلر، بازیگر بریتانیایی
- ۴ سپتامبر - یان اشونک‌مایر، هنرمند اهل جمهوری چک
- ۷ سپتامبر – لیدل میلتن، موسیقی‌دان و خواننده آمریکایی (د. ۲۰۰۵)
- ۱۴ سپتامبر - کیت میلت، مجسمه‌ساز، نویسنده و فیلمساز فمینیست آمریکایی
- ۲۸ سپتامبر – بریژیت باردو، بازیگر، خواننده، و مدل فرانسوی
- ۷ اکتبر – امیری باراکا، شاعر و نویسنده آمریکایی (د. ۲۰۱۴)
- ۱۳ اکتبر – نانا موسکوری، خواننده و سیاست‌مدار یونانی
- ۷ نوامبر – جکی ژوزف، بازیگر آمریکایی
- ۱۰ نوامبر – جوانا مور، بازیگر آمریکایی (د. ۱۹۹۷)
- ۱۲ نوامبر – چارلز منسن، خواننده-ترانه‌سرا و موسیقی‌دان آمریکایی
- ۱۷ نوامبر – جیم اینهاف، سیاست‌مدار آمریکایی
- ۲۴ نوامبر – آلفرد اشنیتکه، آهنگساز روسی (د. ۱۹۹۸)
- ۴ دسامبر – ویکتور فرنچ، بازیگر آمریکایی (د. ۱۹۸۹)
- ۲۴ دسامبر – استپان مسیچ، سیاست‌مدار اهل کرواسی
- ۲۹ دسامبر – اد فلاندر، بازیگر آمریکایی (د. ۱۹۹۵)

## مرگ‌ها
- گراتزیا دلددا، نویسنده ایتالیایی
- ۶ ژانویه – هربرت چاپمن، بازیکن فوتبال بریتانیایی (ز. ۱۸۷۸)
- ۲۹ ژانویه – فریتس هابر، شیمی‌دان، فیزیک‌دان، و مهندس آلمانی (ز. ۱۸۶۸)
- ۱ مارس – چارلز وبستر لیدبیتر، کشیش بریتانیایی
- ۲۱ مارس – لیلیان تاشمن، بازیگر آمریکایی (ز. ۱۸۹۶)
- ۱۷ مه – کاس گیلبرت، معمار آمریکایی (ز. ۱۸۵۹)
- ۲۱ مه – لو کودی، بازیگر آمریکایی (ز. ۱۸۸۴)
- ۲۳ مه – بانی پارکر و کلاید بارو زوج بانک‌زن و سارق آمریکایی (بانی ز. ۱۹۱۰، کلاید ز. ۱۹۰۹)
- ۲۵ مه – گوستاو هولست، آهنگساز بریتانیایی (ز. ۱۸۷۴)
- ۸ ژوئن – دورتی دل، بازیگر آمریکایی (ز. ۱۹۱۵)
- ۱۰ ژوئن – فردریک دلیوس، آهنگساز بریتانیایی (ز. ۱۸۶۲)
- ۲ ژوئیه – ارنست روم، سیاست‌مدار آلمانی (ز. ۱۸۸۷)
- ۱۴ اوت – ریموند هود، معمار آمریکایی (ز. ۱۸۸۱)
- ۵ اکتبر – ژان ویگو، کارگردان فرانسوی (ز. ۱۹۰۵)
- ۱۵ اکتبر – ریمون پوانکاره، سیاست‌مدار فرانسوی (ز. ۱۸۶۰)
- ۲۸ دسامبر – لاول شرمن، بازیگر و کارگردان آمریکایی (ز. ۱۸۸۵)